# Heinz Schietzelt
Heinz Schietzelt (* 25. Dezember 1920 in Dresden) ist ein deutscher Gebrauchsgrafiker, Maler und Restaurator.

## Leben und Werk
Schietzelt besuchte in Dresden die Volksschule und absolvierte von 1935 bis 1938 eine Lehre als Gebrauchswerber. Er wurde dann zum Reichsarbeitsdienst eingezogen und nahm als Soldat der Wehrmacht am Zweiten Weltkrieg teil. Nach der Entlassung aus der Gefangenschaft war er in Dresden von 1947 bis 1950 Leiter des Ateliers des Verbands Sächsischer Konsumgenossenschaften. Dabei schuf er eine große Zahl von Werbematerialien für den Konsum. Danach arbeitete er in Dresden, ab 1967 in Dresden-Loschwitz, als freischaffender Gebrauchsgrafiker. Obwohl er keinen künstlerischen Fach- oder Hochschulabschluss hatte, wurde er in Ansehung seiner Arbeiten in den Verband Bildender Künstler der DDR aufgenommen. Neben gebrauchsgrafischen Arbeiten wie Entwürfe für Logos, Prospekte, Plakate und propagandistische Schautafeln sowie Buchillustrationen vor allem für Kinder- und Jugendbücher des Postreiter-Verlags schuf er als Zeichner, Grafiker und Maler freie Werke. Er arbeitete auch als Bildrestaurator. U. a. war er 1980 mit der Rekonstruktion des Bildes Die Bestrafung der tyrrhenischen Seeräuber von Theodor Grosse am Wiederaufbau der Semper-Oper beteiligt.

## Ausstellungen (mutmaßlich unvollständig)
- 1958, 1977/1978, 1982/1983 und 1987/1988: Dresden, Vierte Deutsche Kunstausstellung und VIII. bis X. Kunstausstellung der DDR
- 1972: Dresden, Bezirkskunstausstellung

## Werke (Auswahl)
Werke von Heinz Schietzelt befinden sich in den Kunstsammlungen der Städtischen Galerie Dresden.

### Tafelbilder
- Kindheitserinnerungen. Sommerfest an der Alten Elbe (1973, Öl; auf der VIII. Kunstausstellung der DDR)
- Einzug der Kieler Matrosen in Döbeln, November 1918 (1978/79, Öl; auf der IX. Kunstausstellung der DDR)[4]

### Zeichnungen
- Elegische Landschaft mit Ballon (1983, Bleistiftzeichnung, 23,9 × 17,9 cm)[5]

### Gebrauchsgrafik

#### Entwürfe für Logos
- Chemische Fabrik Dessau (ca. 1958)[6]
- VEB Montanwachsfabrik Völpke (ca. 1958)[7]

#### Entwürfe für Plakate und ähnliches
- ATA benutzt. Spielend geputzt! (Plakat, 1955)[8]
- Spirituosen und Tabakwaren. Konsum (Plakat, ca. 1958)[9]
- Fisch. So appetitlich und frisch. Konsum (Plakat, ca. 1958)[10]
- Die Welt wird blühen der Sozialismus siegen! (ca. 1958; Teil einer Serie von Schautafeln Frieden der Welt)[11]

### Buchillustrationen
- Balduin Thieme (Verse): Komm fahr mit! Ein Verkehrsbilderbuch. Postreiter-Verlag, Halle/Saale, 1959
- Friedrich W. Stöcker: Komm mit zur See. Vom Spiel am Wasser, vom Schiffbau und vom Hafen. Postreiter-Verlag, Halle/Saale, 1960
- Fritz Oehmichen: Komm fahr mit, aber richtig! Eine Verkehrsfibel für junge Verkehrsteilnehmer. Postreiter-Verlag, Halle/Saale, 1962
- K.- R. Böttger: Der Kraft des Wassers auf der Spur. Ein Bild- und Beschäftigungsbuch mit Anleitung zur Anfertigung von Wasserrädern. Rudolf Arnold Verlag, Leipzig, 1979